# Montgé-en-Goële
Montgé-en-Goële és un municipi francès, situat al departament de Sena i Marne i a la regió de Illa de França. L'any 2007 tenia 695 habitants.
Forma part del cantó de Mitry-Mory, del districte de Meaux i de la Comunitat d'aglomeració Roissy Pays de France.

## Demografia

### Població
El 2007 la població de fet de Montgé-en-Goële era de 695 persones. Hi havia 255 famílies, de les quals 52 eren unipersonals (28 homes vivint sols i 24 dones vivint soles), 73 parelles sense fills, 118 parelles amb fills i 12 famílies monoparentals amb fills.
La població ha evolucionat segons el següent gràfic:
Habitants censats

### Habitatges
El 2007 hi havia 300 habitatges, 255 eren l'habitatge principal de la família, 27 eren segones residències i 18 estaven desocupats. 288 eren cases i 11 eren apartaments. Dels 255 habitatges principals, 215 estaven ocupats pels seus propietaris, 29 estaven llogats i ocupats pels llogaters i 10 estaven cedits a títol gratuït; 16 tenien dues cambres, 40 en tenien tres, 47 en tenien quatre i 152 en tenien cinc o més. 201 habitatges disposaven pel capbaix d'una plaça de pàrquing. A 95 habitatges hi havia un automòbil i a 146 n'hi havia dos o més.

### Piràmide de població
La piràmide de població per edats i sexe el 2009 era:
| Homes | Edats   | Dones |
| ----- | ------- | ----- |
| 0     | 95 o +  | 0     |
| 0     | 90 a 94 | 0     |
| 0     | 85 a 89 | 4     |
| 0     | 80 a 84 | 8     |
| 8     | 75 a 79 | 12    |
| 20    | 70 a 74 | 8     |
| 8     | 65 a 69 | 12    |
| 12    | 60 a 64 | 8     |
| 16    | 55 a 59 | 16    |
| 28    | 50 a 54 | 20    |
| 32    | 45 a 49 | 28    |
| 16    | 40 a 44 | 24    |
| 28    | 35 a 39 | 36    |
| 24    | 30 a 34 | 24    |
| 28    | 25 a 29 | 8     |
| 16    | 20 a 24 | 16    |
| 20    | 15 a 19 | 28    |
| 24    | 10 a 14 | 32    |
| 8     | 5 a 9   | 12    |
| 20    | 0 a 4   | 16    |

## Economia
El 2007 la població en edat de treballar era de 485 persones, 390 eren actives i 95 eren inactives. De les 390 persones actives 371 estaven ocupades (202 homes i 169 dones) i 19 estaven aturades (11 homes i 8 dones). De les 95 persones inactives 24 estaven jubilades, 41 estaven estudiant i 30 estaven classificades com a «altres inactius».

### Ingressos
El 2009 a Montgé-en-Goële hi havia 255 unitats fiscals que integraven 708 persones, la mediana anual d'ingressos fiscals per persona era de 25.645 €.

### Activitats econòmiques
Dels 24 establiments que hi havia el 2007, 2 eren d'empreses de construcció, 6 d'empreses de comerç i reparació d'automòbils, 3 d'empreses de transport, 3 d'empreses d'hostatgeria i restauració, 2 d'empreses d'informació i comunicació, 2 d'empreses immobiliàries, 4 d'empreses de serveis, 1 d'una entitat de l'administració pública i 1 d'una empresa classificada com a «altres activitats de serveis».
Dels 2 establiments de servei als particulars que hi havia el 2009, 1 era una lampisteria i 1 restaurant.
L'únic establiment comercial que hi havia el 2009 era una carnisseria.

## Equipaments sanitaris i escolars
El 2009 hi havia una escola maternal integrada dins d'un grup escolar amb les comunes properes formant una escola dispersa.

## Poblacions més properes
El següent diagrama mostra les poblacions més properes.